# Chotěmice
Chotěmice (německy Chotiemitz) jsou obec v okrese Tábor v Jihočeském kraji. Žije v ní 123 obyvatel.

## Historie
První písemná zmínka o obci pochází z roku 1381.

## Obyvatelstvo
| Rok            | 1869 | 1880 | 1890 | 1900 | 1910 | 1921 | 1930 | 1950 | 1961 | 1970 | 1980 | 1991 | 2001 | 2011 | 2021 |
| -------------- | ---- | ---- | ---- | ---- | ---- | ---- | ---- | ---- | ---- | ---- | ---- | ---- | ---- | ---- | ---- |
| Počet obyvatel | 316  | 310  | 314  | 316  | 290  | 295  | 254  | 181  | 171  | 153  | 128  | 132  | 134  | 107  | 123  |
| Počet domů     | 47   | 50   | 51   | 51   | 51   | 50   | 51   | 51   | 46   | 43   | 41   | 55   | 57   | 59   | 66   |

## Obecní správa
Mezi lety 1850–1980 byly Chotěmice obcí v okrese Tábor (1850–1930), posléze v okrese Soběslav (1950) a později opět v okrese Tábor. Od 1. července 1980 do 23. listopadu 1990 patřily jako část obce k Budislavi a od 24. listopadu 1990 jsou opět samostatnou obcí.

## Památky a zajímavosti
- Kaple svaté Ludmily na návsi
- Boží muka jižně od obce
- Stará kovárna

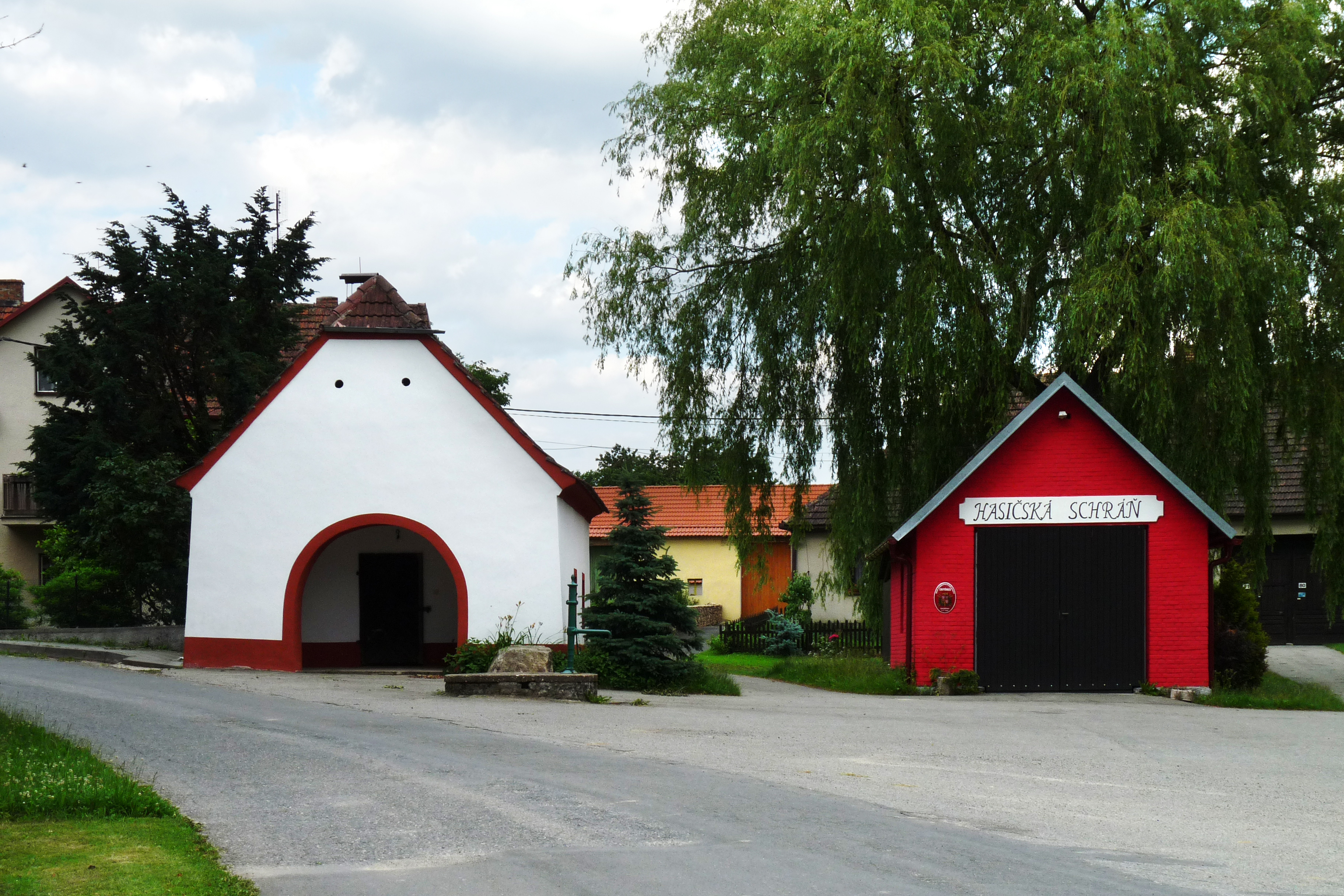
Kovárna a hasičská schráň

- Stavení čp. 5 se slunečními hodinami
- Vesnický klub Václava Koubka ve stavení čp. 33